# Eugenia acapulcensis
Eugenia acapulcensis är en myrtenväxtart som beskrevs av Ernst Gottlieb von Steudel. Eugenia acapulcensis ingår i släktet Eugenia och familjen myrtenväxter. Inga underarter finns listade i Catalogue of Life.